# Harold Munro Fox
Harold Munro Fox (né Harold Munro Fuchs ; 28 septembre 1889 - 29 janvier 1967)   est un zoologiste anglais.

## Éducation et jeunesse
Il est né Harold Munro Fuchs à Clapham, Londres, en 1889 de George Gotthilf Fuchs, ancien capitaine de l'armée prussienne, et de Margaret Isabella Campbell Munro, fille du lieutenant-colonel Andrew Munro du Yorkshire Regiment. Cependant, ses parents se séparent alors qu'il n'a que quelques années. Il fait ses études au Brighton College et au Gonville and Caius College de Cambridge, où il étudie pour les Natural Sciences Tripos (1908–1911) .

## Carrière
Après avoir obtenu son diplôme, il part au laboratoire de Plymouth de l'Association de biologie marine du Royaume-Uni (1911-1912), où il travaille avec Cresswell Shearer et Walter de Morgan sur la génétique des hybrides d'oursins. Après son année à Plymouth, il se rend à Naples, en Italie, en 1912, où il travaille sur la fertilisation à la Stazione Zoologica pendant dix mois. En 1913, il est nommé maître de conférences en zoologie au Royal College of Science de Londres par Ernest William MacBride.
Lorsque la Première Guerre mondiale éclate, il s'enrôle dans le Royal Army Service Corps et sert avec la City of London Yeomanry dans les Balkans, en Égypte, à Salonique et en Palestine. C'est alors qu'il change son nom de Fuchs en Fox. Alors qu'il est en poste en Égypte, il rencontre sa première épouse, Léonie Thérèse Roger, la fille d'Henri Roger, un fonctionnaire français de la Compagnie du canal de Suez. Ils se marient en 1917. Après la guerre, Fox passe six mois à Londres à travailler à nouveau avec MacBride, et travaille également à nouveau à la Marine Biological Association pendant un certain temps. Cependant, en 1919, il retourne au Caire à l'invitation d'Edward Hindle pour rejoindre son équipe à l'École de médecine du Caire en tant que chargé de cours (1919–1923). Pendant ce temps, il termine une thèse sur le protozoaire flagellé Bodo, la recherche sur laquelle il a commencé à Plymouth, et justifie sa demande d'entrer au Gonville and Caius College, Cambridge. Sa candidature est acceptée en 1920, mais il ne prend le poste qu'en 1923. À Cambridge, lui et John Stanley Gardiner organisnt une expédition pour étudier la faune du canal de Suez en 1924-1925.
En 1927, Fox est nommé chef du département de zoologie et d'anatomie comparée de l'Université de Birmingham, poste qu'il occupe jusqu'en 1941. C'est pendant son séjour à Birmingham que lui et sa femme s'éloignent l'un de l'autre et divorcent finalement. En 1931, Fox épouse sa seconde épouse, Natalia 'Natasha' Lvovna. Il est professeur de zoologie au Bedford College de Londres de 1941 à 1954. Parce que le collège a déménagé de Londres à Cambridge en raison du déclenchement de la Seconde Guerre mondiale, il peut à nouveau travailler avec ses anciens collègues de Gonville et Caius College.
À la retraite, il part au Queen Mary College de Londres en tant qu'associé de recherche.
Ses travaux se concentrent sur la recherche d'invertébrés marins tels que les crustacés ostracodes. Il est élu membre de la Royal Society en 1937 et remporte la médaille Darwin de la société en 1966.
Fox est décédé au St George's Hospital de Londres le 29 janvier 1967.